# فريديريك بيجبيديه
فريديريك بيجبيديه (بالفرنسية: Frédéric Beigbeder) كاتب فرنسي وناقد أدبي ومخرج ومذيع بالتليفزيون الفرنسي، ولد في 21 سبتمبر 1965 في نويي-سور-سين بفرنسا. حصل على جائزة رينودو الأدبية عام 2009.

## قائمة الأعمال الأدبية

### روايات
- 1990: Mémoires d'un jeune homme dérangé[الفرنسية]
- 1994: Vacances dans le coma[الفرنسية]
- 1997: L'amour dure trois ans[الفرنسية]
- 2000: 99 francs[الفرنسية]
- 2003: Windows on the World[الفرنسية]
- 2005: L'Égoïste romantique[الفرنسية]
- 2007: Au secours pardon[الفرنسية]
- 2009: Un roman français[الفرنسية]

### أخبار
- 1998: Barbie
- 1999: Nouvelles sous ecstasy[الفرنسية]، غاليمار للنشر
- 2000: Quitter Lavil

### مقالات
- 2001: Dernier inventaire avant liquidation[الفرنسية]
- 2011: Premier bilan après l'Apocalypse[الفرنسية]

### مقابلات
- 2004: Je crois moi non plus : Dialogue entre un évêque et un mécréant، مع: Jean-Michel Di Falco[الفرنسية] و Calmann-Lévy
- 2004: « Conversation muette » ، مع: ألبير قصيري ومجلة بوردل.

### رسوم هزلية

#### رسوم فيليب برتراند
- 2002: Rester Normal
- 2004: Rester Normal à Saint-Tropez

### مقدمة وخاتمة
- 1998: Porn art 2 de Dahmane, Alixe
- 2002: Un jeune homme chic، ألين باساديس
- 2003: Voyage au pays de l'échangisme de Christine Ley
- 2005: Cette soif de célébrités ! de Chris Rojek
- 2005: Lettres à soi-même لبول جان توليه
- 2005: C'est quoi l'idée ? Création, publicité et société de consommation
- 2005: Autobiographie d'un DJ لفيليب كورتي.
- 2005: Tropique du Cancer suivi de Tropique du Capricorne، لهنري ميلر
- 2011: Drogues. Pourquoi la légalisation est inévitable، لميشيل هنري
- 2011: Les 100 plus belles photos، لجان فرنسوا جونفيل.
- 2012: Regags
- 2012: Bons Baisers de Biarritz

## روابط خارجية
- فريديريك بيجبيديه على موقع IMDb (الإنجليزية)
- فريديريك بيجبيديه على موقع مونزينجر (الألمانية)
- فريديريك بيجبيديه على موقع ألو سيني (الفرنسية)
- فريديريك بيجبيديه على موقع ميوزك برينز (الإنجليزية)
- فريديريك بيجبيديه على موقع أول موفي (الإنجليزية)
- فريديريك بيجبيديه على موقع قاعدة بيانات الأفلام السويدية (السويدية)
- فريديريك بيجبيديه على موقع قاعدة بيانات الفيلم (الإنجليزية)
- فريديريك بيجبيديه على موقع ليتربوكسد (الإنجليزية)
- فريديريك بيجبيديه على موقع كينوبويسك (الروسية)